# Djibuti nos Jogos Olímpicos
Djibuti competiu em 6 edições dos Jogos Olímpicos de Verão e nunca competiu nos Jogos Olímpicos de Inverno.

## Jogos Olímpicos de Verão

### Quadro de medalhas
| Jogos                 | Número de atletas | Ouro           | Prata          | Bronze         | Total          | Classificação geral |                |
| 1896 Atenas           | não participou    | não participou | não participou | não participou | não participou | não participou      | não participou |
| 1900 Paris            | não participou    | não participou | não participou | não participou | não participou | não participou      | não participou |
| 1904 St. Louis        | não participou    | não participou | não participou | não participou | não participou | não participou      | não participou |
| 1908 Londres          | não participou    | não participou | não participou | não participou | não participou | não participou      | não participou |
| 1912 Estocolmo        | não participou    | não participou | não participou | não participou | não participou | não participou      | não participou |
| 1920 Antuérpia        | não participou    | não participou | não participou | não participou | não participou | não participou      | não participou |
| 1924 Paris            | não participou    | não participou | não participou | não participou | não participou | não participou      | não participou |
| 1928 Amsterdã         | não participou    | não participou | não participou | não participou | não participou | não participou      | não participou |
| 1932 Los Angeles      | não participou    | não participou | não participou | não participou | não participou | não participou      | não participou |
| 1936 Berlim           | não participou    | não participou | não participou | não participou | não participou | não participou      | não participou |
| 1948 Londres          | não participou    | não participou | não participou | não participou | não participou | não participou      | não participou |
| 1952 Helsinque        | não participou    | não participou | não participou | não participou | não participou | não participou      | não participou |
| 1956 Melbourne        | não participou    | não participou | não participou | não participou | não participou | não participou      | não participou |
| 1960 Roma             | não participou    | não participou | não participou | não participou | não participou | não participou      | não participou |
| 1964 Tóquio           | não participou    | não participou | não participou | não participou | não participou | não participou      | não participou |
| 1968 Cidade do México | não participou    | não participou | não participou | não participou | não participou | não participou      | não participou |
| 1972 Munique          | não participou    | não participou | não participou | não participou | não participou | não participou      | não participou |
| 1976 Montreal         | não participou    | não participou | não participou | não participou | não participou | não participou      | não participou |
| 1980 Moscou           | não participou    | não participou | não participou | não participou | não participou | não participou      | não participou |
| 1984 Los Angeles      | 3                 | 0              | 0              | 1              | 1              | –                   |                |
| 1988 Seul             | 6                 | 0              | 0              | 0              | 0              | 46º                 |                |
| 1992 Barcelona        | 8                 | 0              | 0              | 0              | 0              | –                   |                |
| 1996 Atlanta          | 5                 | 0              | 0              | 0              | 0              | –                   |                |
| 2000 Sydney           | 2                 | 0              | 0              | 0              | 0              | –                   |                |
| 2004 Atenas           | não participou    | não participou | não participou | não participou | não participou | não participou      | não participou |
| 2008 Pequim           | 2                 | 0              | 0              | 0              | 0              | –                   |                |
| 2012 Londres          | 4                 | 0              | 0              | 0              | 0              | –                   |                |
| 2016 Rio de Janeiro   | 7                 | 0              | 0              | 0              | 0              | –                   |                |
| Total                 | 37                | 0              | 0              | 1              | 1              |                     |                |

### Medalhas por esporte
| Esporte   | Ouro | Prata | Bronze | Total |
| Atletismo | 0    | 0     | 1      | 1     |
| Total     | 0    | 0     | 1      | 1     |

### Lista de medalhas
| Medalha | Atleta              | Jogos     | Esporte   | Categoria         |
| ------- | ------------------- | --------- | --------- | ----------------- |
| bronze  | Hussein Ahmed Salah | 1988 Seul | Atletismo | Masculino - 400 m |